# سنسی
سنسی (به انگلیسی: Sensei) یک اصطلاح افتخاری آسیای شرقی است که در ژاپنی، کره‌ای، ویتنامی و چینی مشترک است. آن را تحت اللفظی به "فردی که قبل از دیگری متولد شده است" یا "کسی که پیش از آن می‌آید" ترجمه شده است. در کاربرد عام، با شکل مناسب، پس از نام شخص به کار می‌رود و به معنای «معلم» است. این کلمه همچنین به عنوان عنوانی برای اشاره یا خطاب به سایر متخصصان یا افراد صاحب اختیار مانند روحانیون، حسابداران، وکلا، پزشکان و سیاستمداران استفاده می‌شود یا برای احترام به کسی که به سطح خاصی از تسلط در یک شغل دست یافته است. شکل هنری یا برخی مهارت‌های دیگر، به عنوان مثال، رمان‌نویسان، موسیقی‌دانان، هنرمندان و رزمی‌کاران برجسته.